# Homogenitus
Homogenitus (łac. zrodzony przez człowieka, pochodzący od niego) – chmura powstała w wyniku działalności człowieka. Do takich chmur zalicza się smugi kondensacyjne utrzymujące się ponad 10 minut oraz chmury rodzaju Cumulus powstające nad kominami elektrowni. W sprzyjających warunkach chmury homogenitus mogą przekształcić się w chmury homomutatus.
Szczególna nazwa chmury dodawana jest po określeniu jej rodzaju, gatunku i odmiany, np. Cumulus mediocris homogenitus czy Cirrus homogenitus.